# Sanghiya Sansad

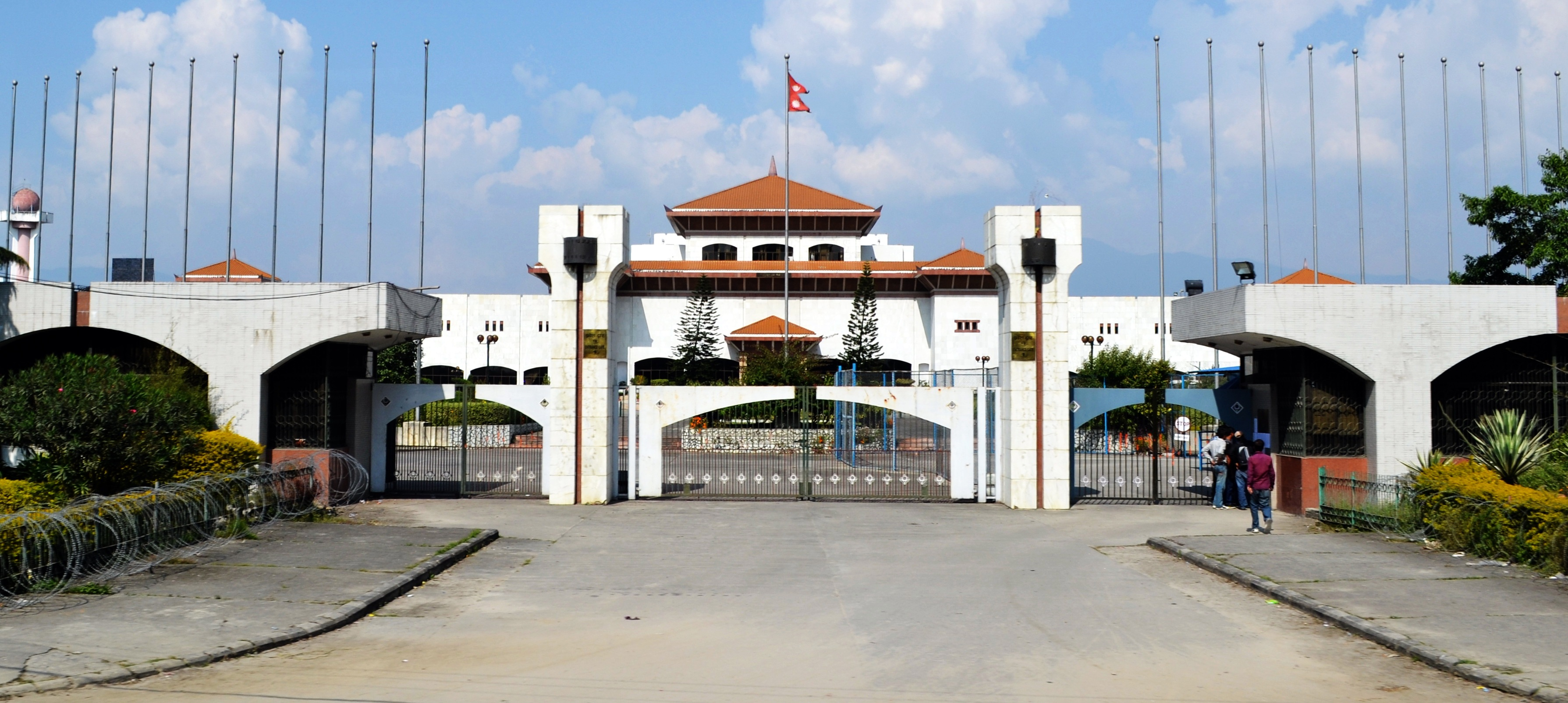
International Convention Centre in Kathmandu, Sitz des Parlaments Nepals

Das Sanghiya Sansad (Nepali संघीय संसद नेपाल englisch Federal Parliament of Nepal) ist das Bundesparlament Nepals. Es besteht aus zwei Kammern. Die Rastriya Sabha, deutsch Nationalversammlung, ist das Oberhaus. Die andere Kammer des Parlaments ist das als Pratinidhi Sabha, deutsch Repräsentantenhaus, bezeichnete Unterhaus. 
Beide Kammern tagen im International Convention Centre in Kathmandu.

## Zusammensetzung
Gemäß der Verfassung Nepals aus dem Jahr 2015 verfügt Nepal über ein Zweikammerparlament. Das Repräsentantenhaus, als Unterhaus, besteht aus 275 Abgeordneten, die für eine Amtszeit von fünf Jahren gewählt werden, davon 165 im Mehrheitswahlrecht in Wahlkreisen und 110 im Verhältniswahlrecht mit Parteilisten. Die Nationalversammlung, als Oberhaus, besteht aus 59 Mitgliedern, die für sechs Jahre gewählt werden. Von den 59 Mitgliedern werden drei Mitglieder vom Präsidenten ernannt. Die restlichen 56 werden in den sieben Provinzen zu gleichen Teilen, je acht pro Provinz, gewählt, darunter drei Frauen, ein Dalit und ein Abgeordneter aus anderen Minderheiten.